# Sanddrif
Sanddrif is een dorp gelegen in de gemeente Richtersveld in de regio Namakwaland in de Zuid-Afrikaanse provincie Noord-Kaap. Het ligt op de zuidelijke oever van de Oranjerivier en ten zuidwesten van de grenspost met Namibië bij Sendelingsdrif. Door de aanwezigheid van een diamantmijn in het gebied heeft het dorp meer voorzieningen dan de buurdorpen, zoals Kuboes, Eksteenfontein en Lekkersing. Er is een lagere school, winkel en een geldautomaat. Daarnaast is er een golfbaan en een kantoor van Sanparke.

## Geschiedenis
De eerste bewoners van de streek waren leden van het Namavolk in de vroege jaren 1900. Zij waren van de kuststreek wegtrokken en hebben zich hier in het duingebied gevestigd. In de vroege jaren 1970 werd in de buurt van Sanddrif een diamantmijn geopend, deze wordt de "Bakenmijn" genoemd. Als gevolg hiervan hebben zich ter plaatse Xhosa en Sotho mijnwerkers gevestigd. Daardoor zijn de plaatselijke Namatradities hier sterk beïnvloed door de culturen van deze mijnwerkers. 